# Nízke Tatry
Nízke Tatry este o arie protejată (arie de protecție specială avifaunistică — SPA) din Slovacia întinsă pe o suprafață de 98.168,52 ha, integral pe uscat.

## Localizare
Centrul sitului Nízke Tatry este situat la coordonatele 48°55′41″N 19°41′41″E / 48.928045°N 19.694816°E.

## Înființare
Situl Nízke Tatry a fost declarat arie de protecție specială avifaunistică în iulie 2003 pentru a proteja 10 specii de plante și 44 de specii de animale.

## Biodiversitate
Situată în ecoregiunea alpină, aria protejată conține 32 de habitate naturale: Mlaștini turboase de tranziție și turbării mișcătoare, Păduri aluvionare cu Alnus glutinosa și Fraxinus excelsior (Alno-Padion, Alnion incanae, Salicion albae), Grohotișuri medio-europene calcaroase, de la nivel colinar și montan, Pajiști boreale și alpine pe substrat silicios, Fânețe montane, Pajiști uscate seminaturale și facies de acoperire cu tufișuri pe substraturi calcaroase (Festuco-Brometalia) (* situri importante pentru orhidee), Turbării active, Păduri de fag Asperulo-Fagetum, Pajiști alpine și boreale, Păduri de fag din Europa Centrală dezvoltate pe sol calcaros cu Cephalanthero-Fagion, Pajiști alpine și subalpine calcaroase, Pajiști uscate europene, Peșteri inaccesibile publicului, Liziere de ierburi înalte hidrofile de câmpie și de nivel montan până la alpin, Grohotișuri calcaroase și de șisturi calcaroase de la nivelul montan până la nivelul alpin (Thlaspietea rotundifolii), Fânețe de joasă altitudine (Alopecurus pratensis, Sanguisorba officinalis), Formațiuni ierboase bogate în specii de Nardus, dezvoltate pe substraturi silicioase în zone montane (și în zone submontane, în Europa continentală), Păduri pe pante, grohotișuri și ravene de Tilio-Acerion, Păduri de fag Luzulo-Fagetum, Păduri acidofile de Picea de la nivel montan la nivel alpin (Vaccinio-Piceetea), Pante stâncoase calcaroase cu vegetație casmofită, Pajiști carstice calcaroase sau bazofile, de Alysso-Sedion albi, Grohotișuri silicioase de la nivelul montan până la nivelul zăpezii (Androsacetalia alpinae și Galeopsietalia ladani), Mlaștini alcaline, Roci stâncoase cu vegetație pionieră de Sedo-Scleranthion sau Sedo albi-Veronicion dillenii, Izvoare petrifiante cu formare de travertin (Cratoneurion), Mlaștini împădurite, Păduri de fag subalpine medio-europene cu Acer și Rumex arifolius, Formațiuni de Juniperus communis pe lande sau pajiști calcaroase, Tufărișuri cu Pinus mugo și Rhododendron hirsutum (Mugo-Rhododendretum hirsuti), Pante stâncoase silicioase cu vegetație casmofită, Păduri calcicole cu Pinus sylvestris din Carpații Occidentali.
La baza desemnării sitului se află mai multe specii protejate:
- plante (10): clopțelul cu frunze de crin (Adenophora lilifolia), Buxbaumia viridis, Campanula serrata, papucul doamnei (Cypripedium calceolus), Dianthus nitidus, curechi de munte (Ligularia sibirica), Mannia triandra, Ochyraea tatrensis, Pulsatilla slavica, Scapania carinthiaca
- păsări (21): minunița (Aegolius funereus), acvilă de munte (Aquila chrysaetos), cocoșul de mesteacăn (Bonasa bonasia), buha (Bubo bubo), caprimulg (Caprimulgus europaeus), barză neagră (Ciconia nigra), acvilă-țipătoare-mică (Clanga pomarina), prepeliță (Coturnix coturnix), ciocănitoare cu spate alb (Dendrocopos leucotos), ciocănitoare neagră (Dryocopus martius), muscar-gulerat (Ficedula albicollis), muscar (Ficedula parva), ciuvică (Glaucidium passerinum), sfrâncioc mare (Lanius excubitor), cocoșul de mesteacăn (Lyrurus tetrix), muscar sur (Muscicapa striata), viespar (Pernis apivorus), codroșul de pădure (Phoenicurus phoenicurus), ciocănitoare de munte (Picoides tridactylus), ciocănitoare verzuie (Picus canus),  cocoș de munte (Tetrao urogallus)
- amfibieni (3): buhai de baltă cu burta roșie (Bombina bombina), izvoraș-cu-burta-galbenă (Bombina variegata), Triturus montandoni
- mamifere (13): liliac cârn (Barbastella barbastellus), lupul (Canis lupus), vidră de râu (Lutra lutra), râs eurasiatic (Lynx lynx), Marmota marmota latirostris, șoarece de tatra (Microtus tatricus), liliac cu urechi mari (Myotis bechsteinii), liliac de iaz (Myotis dasycneme), liliac comun (Myotis myotis), liliacul mic cu potcoavă (Rhinolophus hipposideros), Rupicapra rupicapra tatrica, popândău (Spermophilus citellus), urs brun (Ursus arctos)
- nevertebrate (6): Carabus variolosus, Cucujus cinnaberinus, Euplagia quadripunctaria, Leptidea morsei, Pseudogaurotina excellens, Rosalia alpina
- pești (1): zglăvoacă (Cottus gobio)

Pe lângă speciile protejate, pe teritoriul sitului au mai fost identificate 14 specii de mamifere, 1 specie de nevertebrate.